# L'Échange (film, 2000)
Pour les articles homonymes, voir L'Échange.
Pour plus de détails, voir Fiche technique et Distribution.
L'Échange ou Preuve de Vie au Québec (Proof of Life) est un film américain réalisé par Taylor Hackford en 2000.

## Synopsis
Son mari Peter ayant été enlevé par des guérilleros d'un pays fictif d'Amérique du Sud, le Tecala, Alice se trouve impuissante malgré les assurances du gouvernement et de l'entreprise qui l'avait envoyé. Elle accepte l'aide de Terry Thorne, un professionnel qui fera tout pour négocier avec les ravisseurs pour tenter de faire revenir l'otage.

## Fiche technique
- Titre : L'Échange
- Titre original : Proof of Life
- Autre titre français : Preuve de vie (Canada)
- Réalisation : Taylor Hackford
- Scénario : Tony Gilroy
- Production : Taylor Hackford & Charles Mulvehill, Tony Gilroy (exécutif)
- Studios distributeurs :  États-Unis - Warner Bros. -  France - Studio Canal, Pathé
- Budget : 65 000 000 $
- Décors : Bruno Rubeo
- Costumes : Ruth Myers
- Photographie : Sławomir Idziak
- Montage : Sheldon Kahn et John Smith
- Musique: Danny Elfman
- Dates de tournage : 21 février 2000 - 28 juillet 2000
- Lieux de tournage : 
  - Biedrusko, Poznań, Wielkopolskie, Pologne
  - Quito, Equateur
  - Londres, Royaume-Uni
- Durée : 135 min (2h15)
- Pays de production :  États-Unis
- Langue : anglais / espagnol / russe / italien / français
- Couleur : Color (Technicolor)- 35 mm - 2.35:1 - Caméras & objectifs Panavision
- Son : DTS / Dolby Digital / SDDS
- Dates de sortie :
  - États-Unis : 8 décembre 2000
  - France : 4 avril 2001
- Classification: Danemark:15 / France : U / Portugal : M/12 / Espagne : 7 / UK : 15 / USA : R (violence, langage et drogue)

## Distribution
- Meg Ryan (VF : Martine Irzenski) (VQ : Claudie Verdant) : Alice Bowman
- Russell Crowe (VF : Marc Alfos) (VQ : Pierre Auger) : Terry Thorne
- David Morse (VQ : Marc Bellier): Peter Bowman
- Pamela Reed (VQ : Élise Bertrand): Janis Goodman
- David Caruso (VQ : Daniel Picard): Dino
- Anthony Heald : Ted Fellner
- Stanley Anderson (VQ : Hubert Gagnon): Jerry
- Gottfried John : Eric Kessler
- Alun Armstrong : Wyatt
- Michael Kitchen : Ian Havery
- Margo Martindale : Ivy
- Mario Ernesto Sanchez : Arturo Fernandez
- Pietro Sibille : Juaco
- Vicky Hernandez : Maria
- Norma Martinez : Norma
- Diego Trujillo : Eliodoro
- Aristóteles Picho : Sandro
- Sarahi Echeverría : Cinta
- Carlos Blanchard : Carlos
- Mauro Cueva : Rico
- Alejandro Cordova : Rambo
- Sandro Bellido : Mono
- Roberto Falsone : Calitri
- Tony Vazquez : Fred / Marco
- Claudia Dammert : Ginger
- Rowena King : Pamela
- Michael Byrne : Lord Luthan
- Jaime Zevallos : Nino
- Gilberto Torres : Raymo
- Flora Martínez : Linda
- Laura Escobar : Cara
- Marcos Bustos : Alex
- Gerard Neprous : Pierre Lenoir
- Zbigniew Zamachowski : Chauffeur de Terry